# خندق‌لو (ماهنشان)
خندق‌لو (ماهنشان) یک روستا در ایران است که در دهستان اوریاد واقع شده‌است. خندق‌لو ۲۰۶ نفر جمعیت دارد.